# Voděrady (kraj pardubicki)
Voděrady – miejscowość i gmina (obec) w Czechach, w kraju pardubickim, w powiecie Uście nad Orlicą. W 2022 roku liczyła 341 mieszkańców.